# Xantheen
Xantheen is een organische heterocyclische verbinding, met als brutoformule C13H10O. De stof, die goed oplosbaar is in organische oplosmiddelen als benzeen, di-ethylether en chloroform, komt voor als kleurloze tot gele plaatvormige kristallen. Het is matig oplosbaar in ethanol en onoplosbaar in water.

## Synthese
Xantheen kan bereid worden door de selectieve hydrogenering van xanthon met zink als katalysator.

## Toepassingen
Xantheen wordt gebruikt als fungicide en als uitgangsstof in de organische synthese. De oxidatie ervan levert xanthon.
Derivaten van xantheen worden gezamenlijk aangeduid als xanthenen. Tot deze groep verbindingen behoren kleurstoffen zoals fluoresceïne, eosines en rhodamines. Veel kleurstoffen op basis van xantheen vertonen fluorescentie. Ze worden gesynthetiseerd in condensatiereacties tussen derivaten van ftaalzuur en resorcinol of 3-aminofenol.